# Мериново (Пермский край)
Мериново — деревня в Пермском крае России. 
Входит в Кунгурский район в рамках административно-территориального устройства и в Кунгурский муниципальный округ в рамках организации местного самоуправления.

## География
Деревня находится в юго-восточной части края, на левом берегу реки Ирени, на западной границе города Кунгура, южнее его центра. Абсолютная высота — 118 метров над уровнем моря.

## Население
| 2010 |
| ---- |
| 503  |

Половой состав
По данным Всероссийской переписи населения 2010 года в половой структуре населения мужчины составляли 44,5 %, женщины — соответственно 55,5 %.
Национальный состав
Согласно результатам переписи 2002 года, в национальной структуре населения русские составляли 98 % из 493 чел.

## История
С 2004 до 2020 гг. деревня входила в Неволинского сельского поселения Кунгурского муниципального района.

## Климат
Климат характеризуется как умеренно континентальный, с продолжительной многоснежной холодной зимой и коротким умеренно тёплым летом. Среднегодовая температура воздуха — 1,3 °С. Средняя многолетняя температура самого холодного месяца (января) составляет −15,6 °С, температура самого тёплого (июля) — 17,8 °С. Продолжительность безморозного периода составляет 113 дней. Среднегодовое количество осадков — 539 мм. Снежный покров держится в среднем около 170—180 дней в году.